# Stadhouderskade 137-139
Het complex Stadhouderskade 137-139 bestaat uit een drietal gelijkwaardige gebouwen  aan de Stadhouderskade/Singelgracht in De Pijp te Amsterdam-Zuid.
De drie panden zijn ontworpen door Jan Willem Hartgerink en Hendrik Dirks Kramer, die dit gedeelte van de Stadhouderskade bijna met zijn  tweeën volbouwden. Gelijk met deze drie panden tekenden ze ook maar even twee (of drie) panden voor de Hemonystraat. Alle vijf de panden hebben dezelfde bakstenen versieringen onder de dakplint Hartgerink en Kramer bedienden zich van de Eclectische bouwstijl. Er kwamen rijke mensen wonen, sommigen konden twee dienstmeisjes inhuren.
De drie panden aan de Stadhouderskade zien er op de bouwtekening identiek uit (nr 138 is daarbij gespiegeld), maar in de uitvoering zijn er in de loop der jaren verschillen opgetreden. Huisnummer 137 heeft bijvoorbeeld een erker, waar de andere alleen een balkonnetje hebben. Nummer 137 ontbeert een gedeelte natuurstenen souterrain, nummer 139 is geheel wit geschilderd.
De drie panden hebben aan de achterzijde uitzicht op de Hemonylaan, voorheen de Zaagmolensloot. Hartgerink en Kramer drongen er destijds bij de gemeente op aan om dit gedeelte ook de dempen. Ze konden direct hun panden Hemonystraat 7-9 aan het eind plannen.
Gebruik
Gebouw nummer 137 kende een lange geschiedenis voor liefdadigheidswerk. Zo was bijvoorbeeld de Centrale Bond voor Inwendige Zending en Christelijk maatschappelijk werk er gevestigd, evenals de Nederlandsche Meisjesbond van mevrouw Schoch-van der Wijck. Bovendien diende het gebouw een tijdlang als het Bijbels Museum.
In 1928 zat hier een comité ter voorbereiding van de Olympische Zomerspelen 1928 die in Amsterdam gehouden werden. Op nummer 138 woonde Marius Willet, die samen met zijn vrouw Maria Willet-Laurillaard onder meer geld inzamelde voor de aanpassing van de voorgevel van de Nieuwe Kerk door Christiaan Posthumus Meyjes sr.. In gebouw 139 was enige tijd de Sociaal-Economische Dienst van het Nederlands Arbeidsfront (tewerkstelling Nazi-Duitsland) gevestigd. In de jaren vijftig huisvestte het gebouw Humanitas, een vereniging die de opvang van Oostenrijkse kinderen begeleidde.
In 2016 zit in gebouw 137 een kunstschildersatelier gevestigd, die op bestelling namaak of nieuw product levert. 
. 
Oost ·
160 ·
158 ·
157 ·
156 ·
155 ·
151-154 ·
149-150 ·
145-146 ·
142-144 ·
140-141 ·
137-139 ·
135-136 ·
130-134 ·
129 ·
128 ·
125-127 ·
123-124 ·
116-122 ·
115 ·
110-113 ·
100-101 ·
97 ·
95-96 ·
93-94 ·
92 ·
91 ·
89-90 ·
87-88 ·
86 ·
85 ·
84 ·
82-83 ·
78-79 ·
77 ·
Heineken Brouwerij ·
74 ·
72-73 ·
69-70 ·
68 ·
67 ·
65-66 ·
64 ·
62-63 ·
60-60a ·
58-59 ·
56-57 ·
Willemshuis ·
Van Nispenhuis ·
Kapel van Sint Josephs Gezellen-Vereeniging ·
54 ·
52-53 ·
47-49 ·
Carel Willinkplantsoen ·
Polderhuis ·
Ruysdaelkade 2-4 ·
Judith Leysterbrug ·
42 (Rijksmuseum) ·
40-41 ·
31-35 ·
30 ·
29 ·
Park Centraal Amsterdam ·
Stedemaagd (Vondelpark) ·
Byzantium ·
Koepelkerk ·
12 (Marriott) ·
Persilhuis ·
7 ·
5 ·
3 ·
1 ·
West